# Jakob Jakobsen
Jakob Jakobsen (dán alakban Jákup Jakobsen) (Tórshavn, 1864 – 1918) feröeri nyelvész, néprajztudós. Ő gyűjtötte össze a shetland-szigeteki norn nyelv maradványait, és jelentősen hozzájárult a feröeri nyelvészeti kutatásokhoz, illetve a feröeri irodalmi nyelv további fejlődéséhez is.

## Életpályája
Szülei Hans Nicolai Jacobsen (sic!) és Johanne Marie Hansdatter voltak.
A 17. században a shetlandiak nagy része még a norn nyelvet beszélte, de a következő századokban leváltotta a skót nyelv. A 19. század végére már csaknem kihalt, amikor az utolsó pillanatban Jakobsen munkájának köszönhetően megmenekült attól, hogy teljesen feledésbe vesszen. Bejárta a szigetcsoportot, és a családoknál számos szót, mondókát talált, de hosszabb mondatokat már sehol sem hallott. Ennek ellenére mintegy 10 000 szót gyűjtött össze.
Tevékenységével hozzájárult a feröeri népi kultúra dokumentálásához is. V. U. Hammershaimbbal együtt balladákat, meséket, sagákat, szólásokat és a verbális hagyomány más elemeit gyűjtötték; leírtak szokásokat, az egyházi és világi élet hagyományait. Munkájuk nagyban hozzájárult a feröeri irodalom későbbi gazdagságának megalapozásához.
A Hammershaimbbal való együttműködés ellenére kritikus volt vele szemben, mivel az általa alkotott nyelvtant és helyesírást túlzottan tradicionalistának, régiesnek találta. Jakobsen nagyobb hangsúlyt helyezett a beszélt nyelvre és a fonetikus írásmódra, mivel a nép nyelvét tartotta az igazi feröeri nyelvnek. Sok tekintetben támaszkodott az izlandi nyelvre és a feröeri irodalmi nyelv fejlődésének további lökést adott, hogy a tudományos nyelv megalkotásának céljából neologizmusokat hozott létre, így a feröeri nyelv használata már nemcsak a szépirodalomra korlátozódott.